# Pogésaniens

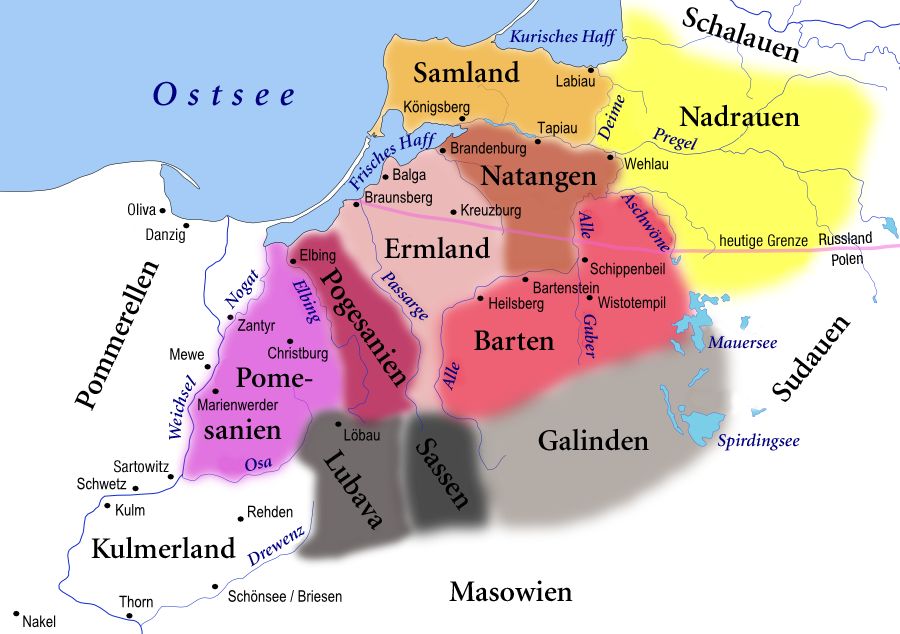
Les clans prussiens au XIIIe siècle

Les Pogésaniens sont un des onze clans prussiens mentionnés par le chroniqueur Pierre de Duisbourg au XIVe siècle. Leur clan vivait en Pogésanie (en lituanien : Pagudė, en allemand : Pogesanien , en latin : Pogesania, en polonais : Pogezania), un petit territoire s'étendant entre les rivières Elbląg et Pasłęka. Les Pogésaniens, comme le reste des Prussiens, ont été conquis par les chevaliers teutoniques avant de faire partie du duché de Prusse à partir de 1525, puis de la province de Prusse-Orientale. Les Pogésaniens ont été germanisés ou polonisés. La vieille langue prussienne a disparu au XVIIe siècle. Ce territoire est maintenant situé dans la voïvodie de Varmie-Mazurie, au nord de la Pologne.

## Histoire

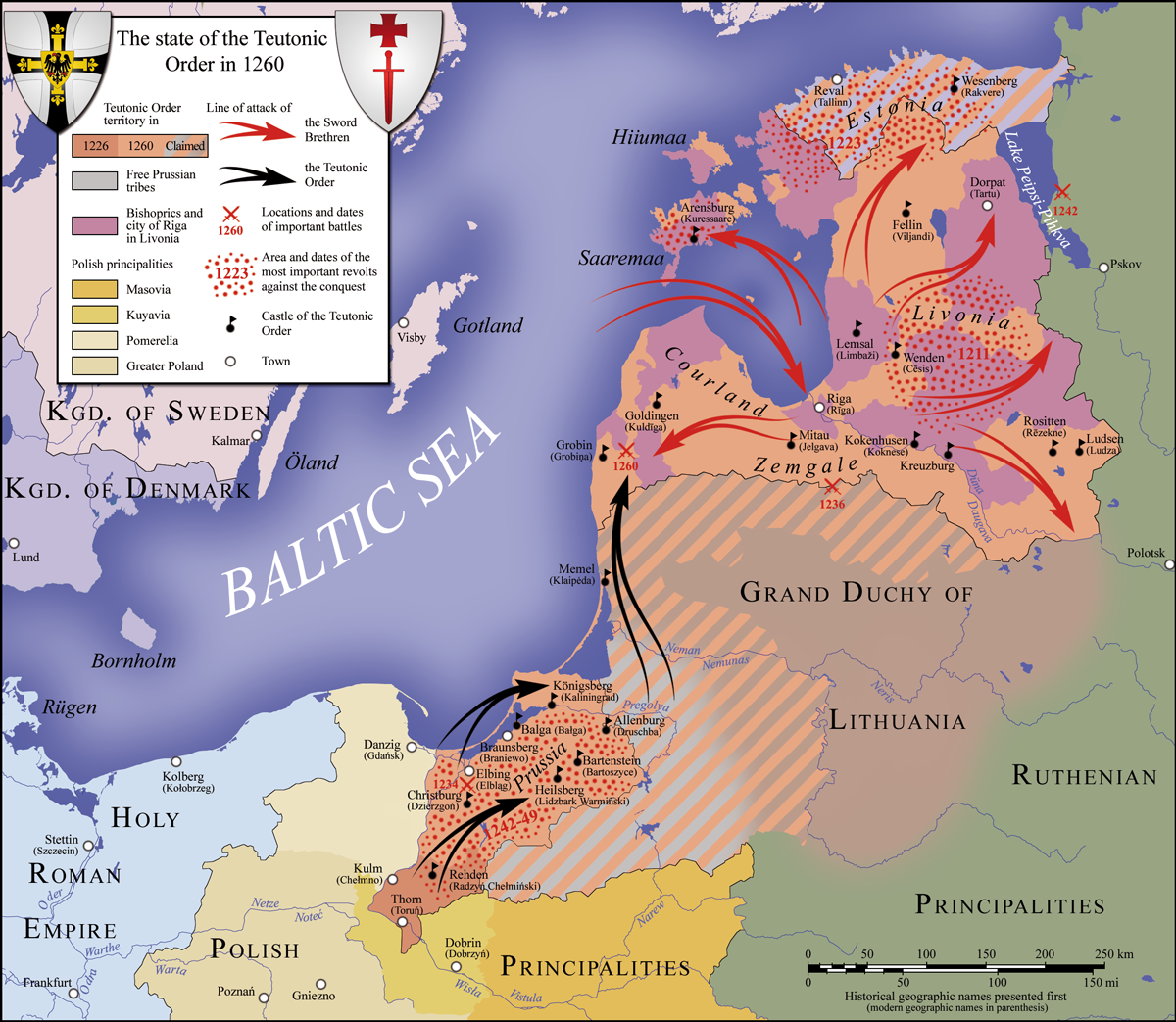
Conquêtes de l'ordre Teutonique à partir de 1226

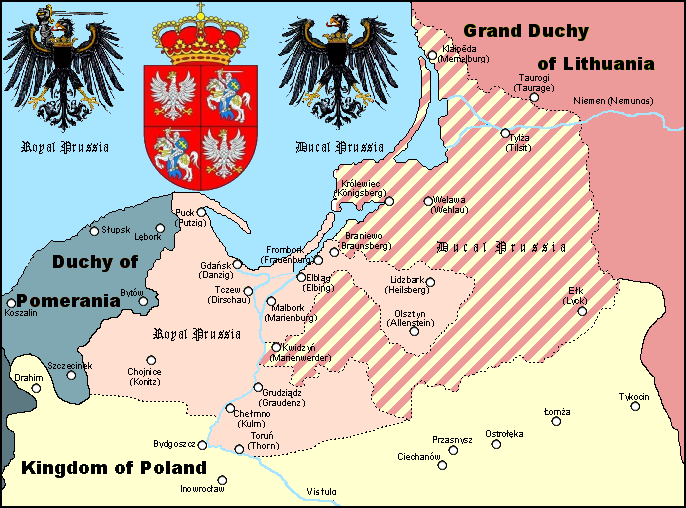
Prusse royale et Prusse ducale après le traité de Thorn

À la demande du duc de Mazovie, Conrad Ier de Mazovie, le pape Innocent III approuve en 1209 la croisade contre les Prussiens « encore païens ». Le pape nomme en 1212 Christian de Oliva évêque missionnaire de Prusse. Il crée en 1216 avec Conrad de Mazovie l'ordre de Dobrzyń, surnommé chevaliers prussiens de Jésus-Christ.
L'ordre Teutonique est fondé en 1198. Il avait pour première mission de secourir les pèlerins allemands en Palestine, tout en s'associant aux opérations militaires qui pouvaient y être menées. Sous le grand maître de l'Ordre Hermann von Salza (1209 - 1239), l'ordre Teutonique est très lié aux Staufen. Les bonnes relations qu'il a avec le pape et l'empereur lui permirent d'obtenir de nombreux privilèges pour l'ordre Teutonique. Après avoir été expulsés en 1225 par les Hongrois qui les accusent de s'approprier des privilèges et des terres dans la lutte contre les Coumans païens, le grand maître a accepté en 1226 l'offre de Conrad Ier de Mazovie en butte aux attaques des Prussiens à la frontière nord de la Mazovie.
L'empereur romain Frédéric II accorde une bulle d'or au cours de la diète de Rimini, en mars 1226, la bulle d'or de Rimini pour confirmer les possessions des chevaliers Teutoniques en Prusse. Elle est confirmée par le « traité de Kruschwitz » avec le souverain polonais Conrad Ier de Mazovie en 1230, puis par la bulle papale de Rieti Pietati proximum, donnée par le pape Grégoire IX en 1234.
En 1237, l'ordre Teutonique a envahi la région par la mer. Elbing (maintenant Elbląg) sur la rivière Elbląg (en allemand : Elbing)) avait déjà été fondée par des commerçants de la ville de Lübeck qui faisait partie de la ligue hanséatique. L'arrivée de l'ordre Teutonique marque le début de la croisade contre les Pogésaniens. Les chevaliers teutoniques cherchant à remplir leur contrat de conversion des Prussiens au christianisme et à gouverner le pays occupé par les clans prussiens, qui leur a été donné en toute propriété pour former l'État monastique des chevaliers teutoniques. Les Pogésaniens détruisirent la ville, mais les chevaliers la reconstruisent. Elbing est resté comme l'un des bastions teutoniques et est devenu un port et un centre de commerce. La ville a servi de base pour d'autres incursions dans le territoire prussien. Les Pogésaniens se sont joints à d'autres clans prussiens lors du premier soulèvement prussien (1242-1249). Cependant, ils n'ont pas signé le traité de Christburg le 2 février 1249 mais les combats ont continué jusqu'en 1251 ou 1252. Les Pogésaniens ont été forcés de se rendre après l'arrivée d'importants renforts teutoniques d'Allemagne.
Le 29 juillet 1243 est créé l'évêché de Pomésanie qui comprend une partie de la Pogésanie.
Pendant le grand soulèvement prussien (1260-1274), les Pogésaniens ont élu Auktume comme leur chef et ont rejoint les combats. Ils ont été capables de capturer quelques plus petits châteaux teutoniques, mais n'ont pas réussi à prendre la forteresse à Elbing qui est restée une menace sérieuse. Une grande bataille eut lieu en 1271, lorsque des forces conjointes des Bartiaens, dirigées par Diwanus et des Pogesaniens et dirigées par Linka, organisèrent un raid dans la région de Chełmno. La bataille de Paganstin a vu douze chevaliers et 500 autres soldats teutoniques tués. Les Prussiens ont immédiatement assailli Christburg (maintenant Dzierzgoń) et l'ont presque capturé. Cependant, bientôt la cavalerie d'Elbing est arrivée et les Prussiens ont été forcés de s'échapper. Pogesanians était le dernier clan debout dans le soulèvement. Ils ont fait un raid surprise à Elbing et ont tendu une embuscade à sa garnison. En 1274 les Chevaliers ont fait une grande expédition pour se venger de ce raid. Ils ont capturé un bastion à Heilsberg (Lidzbark Warmiński), le quartier général des rebelles, et le soulèvement a pris fin.
En 1260, les chevaliers teutoniques et ceux de l'ordre Livonien sont sévèrement battus à la bataille de Durbe. Les Pogésaniens se soulèvent aussitôt et font des raids contre les forteresses établies par les chevaliers teutoniques dans le pays de Chełmno. En 1271, les Pogésaniens aidés par les Bartiens commandés par Diwan ont lancé une grande offensive mais sont repoussés par les chevaliers venant de Christburg. Les chevaliers établissent leur campement près de la rivière Dzierzgoń mais sont attaqués et subissent des pertes importantes. Les Pogésaniens et les Bartiens en profitent pour assiéger le château de Christburg mais doivent lever le siège à l'arrivée de chevaliers venant d'Elbing et les Prussiens ont des pertes sévères. Diwan continue le combat en bloquant les routes menant au château. Des renforts sont progressivement arrivés du Saint-Empire romain germanique permettant de reprendre l'offensive contre les Prussiens à partir de la fin de 1271. Pour tenir le territoire, les chevaliers ont construit de nouveaux châteaux. Les chevaliers mènent une offensive en 1274 et s'emparent de Lecbarg (en allemand : Heilsberg, en polonais : Lidzbark Warmiński) et font de nombreux prisonniers ce qui entraîne la fin de ce grand soulèvement.
Les Pogésaniens se soulèvent de nouveau quand, en 1276, les nouvelles se sont répandues que Skalmantas, chef des Sudoviens, a réussi à s'emparer des terres tenues par les chevaliers teutoniques et, avec l'aide des Lituaniens, et réunissent 4 000 guerriers pour mener un raid dans le pays de Chełmno. Cependant, d'autres clans prussiens n'ont pas rejoint ce troisième soulèvement. Les Pogésaniens ont été rapidement réprimés et certains de leurs survivants ont été transférés dans le grand-duché de Lituanie. La dernière tentative de soulèvement est faite en 1286, quand les Pogésanians et les Bartiens ont conspiré et invité le duc de Rügen, Wisław II de Rügen, petit-fils de Świętopełk II de Poméranie, pour les libérer des chevaliers teutoniques. 
Beaucoup de Prussiens sont devenus des serfs et les chevaliers ont fait venir des colons allemands pour coloniser le territoire. Avec le temps, les Allemands sont devenus plus nombreux que les Prussiens et, après des siècles de germanisation et d'assimilation, l'identité prussienne a cessé d'exister.

## Étymologie
Selon Georg Gerullis, le nom du clan dérive du mot prussien Pagudien : 
- pa, signifiant près de,
- gudde, signifiant buisson.

Le nom latin est dérivé du nom polonais pogedzańe. Dans la mythologie prussienne, chacune des dix terres originelles de la Prusse porte le nom d'un des fils du roi Widewuto ; mais seulement quelques-uns des noms des fils sont réellement donnés. 
Les Allemands ont aussi créé une étymologie populaire pour ce territoire (appelé communément en allemand Hockerland ou Hoggerland) qui a été attribué à un roi Hoggo. Pogesania viendrait du nom de sa fille, Pogesana. Son autre fille, Cadina, a prêté son nom à la ville de Cadinen (aujourd'hui Kadyny).